# Yahoo! Kids
Yahoo! Kids (còn được gọi là  Yahoo!きっず tại Nhật Bản) là cổng thông tin công cộng được phát triển bởi Yahoo! Japan dành cho việc tra cứu các thông tin phù hợp với trẻ em trong độ tuổi từ 4 đến 12 tuổi. Trước tháng 12 năm 2006, trang web khả dụng với tiếng Anh thông qua Yahoo!, còn có tên gọi khác là Yahooligans!, và khả dụng với tiếng Hàn thông qua Yahoo! Korea.
Website được dùng cho cả mục đích giáo dục và mục đích giải trí. Nó được sáng lập vào tháng 3 năm 1996 bởi Yahoo! nhằm mang đến những nội dung lành mạnh và bổ ích cho trẻ em. Yahoo! Kids là trang web tìm kiếm trực tuyến lâu đời nhất dành cho trẻ em.
Yahoo! Kids và vài dịch vụ kém phổ biến hơn khác đã dừng hoạt động vào ngày 30 tháng 4 năm 2013 đối với các trang tiếng Anh, trong khi thậm chí các trang tiếng Hàn còn chấm dứt hoạt động sớm hơn trong cùng năm, nhằm thực hiện mục đích của công ty, tập trung phát triển các ứng dụng di động.

## Lịch sử
Susan Wehe của tờ Seguin Gazette vào ngày 4 tháng 8 năm 1996
Yahoo! Kids với tên gọi ban đầu là Yahooligans! được thành lập vào tháng 3 năm 1996 bởi Yahoo! mang đến cho trẻ em một nơi cung cấp các thông tin bổ ích, lành mạnh trên mạng Internet. Nó cũng là trang web tìm kiếm trực tuyến lâu đời nhất dành cho trẻ em. Người lập trình của trang web từng phát biểu rằng Yahoo! Kids rất "" ngây ngô, hấp dẫn, vui vẻ, thu hút, triết lí, ngạc nhiên, thoải mái, có chút ngớ ngẩn và sẽ trở nên phổ biến, hữu ích và thú vị". Tháng 10 năm 1999, phóng viên Michelle Slatalla tờ The New York Times đã đề cập đến Yahooligans! là "trang web luôn quá tải", với 463,000 lượt truy cập vào tháng 8 năm 1999. Tháng 10 năm 1999, trang web đứng thứ 991 trong số 22 triệu trang web được xếp hạng theo bảng xếp hạng của Alexa.
Năm 2004, Yahoo! hợp tác với DIC Entertainment lập ra Yahooligans! TV, cho phép người dùng truy cập vào 3000 giờ xem các phim hoạt hình của DIC. Chủ tịch DIC Entertainment Brad Brooks phát biểu về mối quan hệ hợp tác "cung cấp cho các nhà quảng cáo các mối giao dịch mua nền tảng chéo". Yahoo! bán quảng cáo và doanh thu từ quảng cáo được chia cho cả hai công ty.

## Nội dung
Trang web phục vụ cho cả mục đích thương mại và giáo dục. Cổng thông tin của Yahoo! Kids có các mục như "Vòng quanh thế giới", "Hội họa & giải trí", "Máy tính & trò chơi", "Tiếng Chuông Trường", "Khoa học & tự nhiên", và "Thể thao & giải trí". Ở mục "Trả lời bài tập về nhà" trong "Tiếng Chuông Trường" cho phép trẻ em truy cập các trang web liên quan đến các môn học như Địa lý, Lịch sử và Toán học. Ở mục "Vòng quanh thế giới", trẻ em có thể tìm hiểu về các quốc gia cùng với chính trị và lịch sử của quốc gia đó. Mục "Soup Nghệ thuật" dạy trẻ em về bảo tàng và các vở kịch, trong khi "Tin Sốt Dẻo" cho phép chúng xem truyện tranh và đọc báo. Trong mục có phần Associated Press để trẻ có thể đọc các bài báo thích hợp với độ tuổi của mình.
Phần của cha mẹ trong website bao gồm các lời khuyên cho họ về việc giữ an toàn khi cho con sử dụng Internet và đường dẫn đến các dịch vụ "chặn và lọc các trang web độc hại". Phần của giáo viên bao gồm các giáo án về "chuẩn bị, thực hiện và đánh giá các tổ hợp". Hệ thống chia thành 3 cấp độ: mẫu giáo đến lớp 2, lớp 3 đến lớp 5 và lớp 6 đến lớp 8.
Các chuyên gia giáo dục và cựu giáo viên đã tiến hành tham gia sàng lọc các website trong Yahooligans. Trang chủ trang web chứa các đường dẫn đến các trò chơi, chuyện cười, tin tức và thể thao. Các nội dung trên được thiết lập cho trẻ dưới 12 tuổi. Yahooligans! dẫn người dùng đến với các trang web thân thiện với trẻ em như Viện Smithsonian và Louvre. Nó có thể hoá thân thành chú mèo Socks của Bill Clinton để giới thiệu người xem về trang web của Nhà Trắng năm 1995. Các trò chơi có trên Yahoo! Kids bao gồm Chinese Checkers, Go Fish, và Checkers. Các trò chơi ngoài trang web nhưng thích hợp với độ tuổi trẻ em cũng có thể truy cập được thông qua các liên kết trong tab "games". Trang web cung cấp một tiện ích nhắn tin tức thì cho phép trẻ em tham gia vào các cuộc trò chuyện trực tiếp với những người nổi tiếng như Bill Clinton, J. K. Rowling và Bill Nye the Science Guy..
Tháng 3 năm 2011, Yahoo! Kids hợp tác với series phim Star Wars: The Clone Wars trên TV các tập gần cuối của mùa để những đứa trẻ đặt câu hỏi cho nhân vật Chewbacca. Các câu hỏi tổng hợp được đăng lại trên SurveyMonkey và Yahoo! Kids đăng các câu trả lời của Chewbacca vào ngày 28 tháng 3. Video dài khoảng ba phút bao gồm các câu trả lời của Chewbacca cho các câu hỏi đại loại như "Làm thế nào để bạn xử lí tất cả những sợi tóc đó?"

## Đánh giá
Tháng 8 năm 1996, Greg Mefford của tờ The Galveston Daily News (sau này đổi tên thành The Daily News) nói rằng Yahooligans "vui nhộn nhưng cũng đầy tính giáo dục với các đường truyền có thể giải đáp mọi thắc mắc". Nhà báo Amy Irick của tờ Kokomo Tribune đã viết về Yahooligans! vào tháng 1 năm 1998 rằng trang web "là một công cụ tuyệt vời thay thế cho công cụ tìm kiếm Yahoo! đối với người dùng nhỏ tuổi". Tháng 8 năm 1999, Irick phát biểu rằng Yahooligans! "rất thân thiện giống với công cụ gốc Yahoo!" và đưa ra hướng dẫn của nó cho các giáo viên là "khiến các giáo viên nên xem qua". John Smathers đến từ tờ Indiana Gazette viết vào tháng 6 năm 2002, "Tôi không thể đề cập đến các trang web cho trẻ em nếu bỏ qua Yahooligans.com", đồng thời ca ngợi trang web như một "công cụ tuyệt vời để dạy trẻ em nhiều hơn về lướt web trên Internet".
Tháng 6 năm 2005, nhà phê bình Gail Junion-Metz của School Library Journal ca ngợi Yahooligans! Games, viết rằng "một trong những nơi có các trò chơi hay cho trẻ em mà không cần tải về". Tháng 9 năm 1998, nhà phê bình John Hilvert và Linda Bruce của trang web PC User (bây giờ đổi tên thành TechLife) viết về Yahoo!Kids là "một trong những công cụ chuyên dụng tốt nhất, đặc biệt trong việc giải các bài tập về nhà."
Tháng 7 năm 2007, nhà phê bình Holly Gunn của tờ Teacher Librarian ca ngợi Yahoo! Kids khi cho ra kết quả hữu ích, dễ hiểu nhưng cũng thẳng thắn chỉ trích khi giao diện của nó chứa quá nhiều quảng cáo cũng như "quá bận rộn và quá nhiều sự chuyển hướng. Các tài liệu hữu ích lại bị ẩn bởi các nội dung giải trí".

## Đóng cửa
Yahoo! Kids đóng cửa vào ngày 30 tháng 4 năm 2013. Vào tháng 2 năm 2013, CEO Yahoo! Marissa Mayer nói với một nhà hội nghị đầu tư rằng công ty đang muốn giảm số sản phẩm của họ từ 60–75 sản phẩm xuống còn 12, tập trung phát triển các ứng dụng điện thoại. Ngày 19 tháng 4 năm 2013, Yahoo! Kids thông báo đóng cửa qua bài đăng trên blog, phó chủ tịch điều hành nền tảng Yahoo! Jay Rositer viết: 
Chúng tôi muốn đem đến những trải nghiệm giúp truyền cảm hứng cho bạn và phục vụ giải trí cho bạn mỗi ngày. Điều đó đồng nghĩa với việc chúng tôi sẽ xem xét kỹ lưỡng tất cả các sản phẩm của chúng tôi để chắc chắn rằng chúng vẫn là thói quen chính hằng ngày của bạn. Là một trong những động thái của sự nỗ lực không ngừng đó, hôm nay chúng tôi sẽ phải đóng cửa thêm một vài nội dung nữa.
Ông ấy cũng nói rằng Yahoo! sẽ chuyển hướng tài nguyên sang các sản phẩm hợp thời đại hơn như email và các ứng dụng dự báo thời tiết di động.
Rossiter cũng viết rằng những "người dùng trẻ tuổi" của Yahoo! vẫn có thể tiếp tục sử dụng các dịch vụ của công ty. Trẻ em dưới 13 tuổi có thể tạo tài khoản Yahoo! thông qua chương trình tài khoản gia đình của Yahoo!. Trẻ em cũng có thể xem những bộ phim hợp với độ tuổi của mình qua lựa chọn "Family Movies" trong Yahoo! Movies.